# Thiết bị chuyển mạch đa lớp
Thiết bị chuyển mạch đa lớp là loại thiết bị mạng làm công việc chuyển mạch trên lớp 2 của mô hình OSI như các thiết bị chuyển mạch cũ, và cung cấp thêm các chức năng ở các lớp cao hơn trong mô hình OSI.

## Chuyển mạch lớp 3
Điểm khác biệt chính trong quá trình chuyển mạch gói giữa bộ định tuyến và thiết bị chuyển mạch lớp 3 là trong bộ định tuyến, quá trình chuyển mạch gói được quản lý bằng phần mềm chạy trên một bộ vi xử lý bên trong bộ định tuyến, thiết bị chuyển mạch lớp 3 thì sử dụng ứng dụng bằng vi mạch tích hợp (ASIC).